# Power Up (노래)
"Power Up"은 대한민국의 걸 그룹 레드벨벳이 두 번째 스페셜 EP Summer Magic을 위하여 녹음한 노래이다. 칩뮤직의 요소를 가진 일렉트로팝으로 분류되는 이 노래는 켄지가 작사하고 Moonshine, Ellen Berg Tollbom, Cazzi Opeia가 프로듀스하였다. 2018년 8월 6일에 Summer Magic의 리드 싱글로 발매되었고, 2019년 빨간 맛 이후 두 번째 스페셜 여름 싱글로 홍보되었다.
싱글은 모든 대한민국 음악 차트에서 1위를 기록하였고, 레드벨벳은 2014년에 데뷔한 이후에 처음으로 "퍼펙트 올킬"을 달성하였다. 가온 디지털 차트와 가온 다운로드 차트에서 2주 동안 정상을 차지하였으며 빌보드의 월드 디지털 송스 차트에서 6위를 기록하였다. 이 노래의 싱글은 빌보드의 2018년 50 베스트 뮤직 비디오에 포함되었으며, 레드벨벳은 이 목록에 포함된 유일한 대한민국 아티스트였다.
이 노래의 일본어 버전은 2019년 4월 24일 Avex Trax에 의해 디지털 싱글로 발매되었다.

## 차트
| 차트 (2018)                    | 최고 순위 |
| ------------------------------ | --------- |
| 싱가포르 (RIAS)                | 16        |
| 한국 (가온)                    | 1         |
| 한국 (빌보드 케이팝 핫 100)    | 1         |
| 미국 월드 디지털 송스 (빌보드) | 6         |

## 수상
| 연도   | 명칭                 | 부분            | 결과 | Ref.  |
| ------ | -------------------- | --------------- | ---- | ----- |
| 2018년 | 한국대중음악상       | 그룹 댄스 상    | 수상 | [ 5 ] |
| 2019년 | 가온차트 뮤직 어워즈 | 올해의 노래-8월 | 수상 | [ 6 ] |

| 프로그램      | 네트워크 | 날짜            |
| ------------- | -------- | --------------- |
| 쇼 챔피언     | MBC 뮤직 | 2018년 8월 15일 |
| 쇼 챔피언     | MBC 뮤직 | 2018년 8월 22일 |
| 뮤직뱅크      | KBS      | 2018년 8월 17일 |
| 뮤직뱅크      | KBS      | 2018년 8월 24일 |
| 쇼! 음악중심  | MBC      | 2018년 8월 18일 |
| 인기가요      | SBS      | 2018년 8월 19일 |
| 인기가요      | SBS      | 2018년 8월 26일 |
| 더 쇼         | SBS MTV  | 2018년 8월 21일 |
| M 카운트 다운 | 엠넷     | 2018년 8월 23일 |
| M 카운트 다운 | 엠넷     | 2018년 8월 30일 |

## 출시 역사
| 나라          | 날짜            | 매체                      | 레이블                    |
| ------------- | --------------- | ------------------------- | ------------------------- |
| 대한민국      | 2018년 8월 6일  | 디지털 다운로드, 스트리밍 | SM 엔터테인먼트, 아이리버 |
| 대한민국 이외 | 2018년 8월 6일  | 디지털 다운로드, 스트리밍 | SM                        |
| 일본          | 2019년 4월 24일 | 디지털 다운로드, 스트리밍 | Avex trax                 |